# Simulium novolineatum
Simulium novolineatum är en tvåvingeart som beskrevs av Puri 1933. Simulium novolineatum ingår i släktet Simulium och familjen knott. Inga underarter finns listade i Catalogue of Life.